# RTS 1
RTS 1 – szwajcarski kanał telewizyjny, należący do Radio Télévision Suisse (RTS), francuskojęzycznego oddziału publicznego nadawcy radiowo-telewizyjnego SRG SSR. We francuskojęzycznej części Szwajcarii pełni rolę publicznej Jedynki, odpowiednika polskiej TVP1. Ramówka stacji ma charakter ogólnotematyczny, ze szczególnym naciskiem na produkcje własne RTS. 
Kanał został uruchomiony 1 listopada 1954 roku, przez większość swojej historii działał jako TSR, a później TSR1. Obecną nazwę uzyskał 29 lutego 2012. Stacja dostępna jest w cyfrowym przekazie naziemnym oraz w sieciach kablowych w całej Szwajcarii, również w kantonach niemiecko- i włoskojęzycznych. Oprócz tego prowadzony jest przekaz satelitarny z satelity Eutelsat Hot Bird 13B, jednak jest on kodowany. W roku 2012 stacja zanotowała średni udział w rynku francuskojęzycznej telewizji w Szwajcarii na poziomie 26,1%, co dało jej pozycję lidera. 